# 齿被韭
齿被韭（学名：Allium yuanum）为葱科葱属的植物，是中国的特有植物。分布在中国大陆的四川等地，生长于海拔2,600米至3,500米的地区，见于林缘、林间草地和草坡，目前尚未由人工引种栽培。